# Зоран Вранеш
Зоран Вранеш (сербохорв. Zoran Vraneš, нар. 14 вересня 1950, Плевля) — югославський футболіст, що грав на позиції захисника. По завершенні ігрової кар'єри — сербський тренер.

## Ігрова кар'єра
Народився в югославському місті Плевля (нині — Чорногорія). Розпочинав грати у футбол в клубі «Црвенка». У дорослому футболі дебютував 1974 року виступами за «Партизан», в якому провів один сезон, але основним гравцем не став і 1975 року перейшов до клубу «Шумадія» (Аранджеловац), за який відіграв 5 сезонів.

## Кар'єра тренера
Розпочав тренерську кар'єру, повернувшись до футболу після тривалої перерви, 1993 року, очоливши тренерський штаб клубу «Рудар» з рідного міста Плевля.
У 1994 році Зоран Вранеш поїхав працювати в країни Карибського басейну. Він очолював збірні Тринідаду і Тобаго (двічі), Антигуа і Барбуди і Сент-Вінсент і Гренадин. У 1996 році фахівець вивів тринідадців на розіграш Золотого кубка КОНКАКАФ, а до цього двічі поспіль вигравав з ними Карибський кубок у 1995 та 1996 роках. У 2004 році дійшов зі скромною збірною Сент-Вінсенту і Гренадин до другого групового етапу у відбірковому турнірі до чемпіонату світу з футболу 2006 року.
З 2009 року Вранеш працював головним тренером молодіжної збірної Тринідаду і Тобаго, з якою вийшов на молодіжний чемпіонат світу в Єгипті. Паралельно сербський наставник входив в тренерський штаб основної команди «Сока Ворріорз».
Наразі останнім місцем тренерської роботи був клуб «Сентрал», головним тренером команди якого Зоран Вранеш був з 2014 по 2015 рік, вигравши з командою тринідадський кубок ліги.